# Ali ud-din Szach
Ali ud-din Szach (ur. ?, zm. ?) – sułtan Dekanu w latach 1520–1523. Syn Achmada IV Szacha.
Osadzony po śmierci ojca na tronie Dekanu przez wezyra Amira Baridy (władcy państwa Bidary). Próba samodzielnej polityki wobec wezyra zakończyła się buntem możnych i detronizacją.

## Literatura
- Ali ud-din Szach, [w:] M. Hertmanowicz-Brzoza, K. Stepan, Słownik władców świata, Kraków 2005, s. 704.